# 籟堂
籟堂（らいどう、生没年不詳）とは、江戸時代の浮世絵師。

## 来歴
師系・経歴不明。作画期は宝暦から明和にかけての頃とされ、肉筆美人画の作2点のみが知られる。『増訂浮世絵』は「これも祐信の影響やら春信の影響をも受けた人」としているが、「百亀によく似た絵」とも述べている。

## 作品
- 「美人夕涼図」 絹本着色 摘水軒記念文化振興財団所蔵
- 「梅を見る女図」 絹本着色 光ミュージアム所蔵 ※「籟堂筆」の落款あり。那須ロイヤル美術館（小針コレクション）旧蔵